# Nuctenea
Genre
Synonymes
- Cyphepeira Archer, 1951

Nuctenea est un genre d'araignées aranéomorphes de la famille des Araneidae.

## Distribution
Les espèces de ce genre se rencontrent se rencontrent en zone paléarctique.

## Liste des espèces
Selon World Spider Catalog (version 17.0, 24/03/2016) :
- Nuctenea cedrorum (Simon, 1929)
- Nuctenea silvicultrix (C. L. Koch, 1835)
- Nuctenea umbratica (Clerck, 1757)

## Publication originale
- Simon, 1864 : Histoire naturelle des araignées (aranéides). Paris, p. 1-540 (texte intégral).